# Pierluigi Piantanida
Pierluigi Piantanida (1950) è uno scenografo italiano.

## Biografia
Scenografo e costumista essenzialmente teatrale.
Diplomato in scenografia presso l'Accademia di belle Arti di Brera nel 1975, inizia l'esperienza professionale nel teatro di prosa già nel 1973, come assistente dello scenografo Vittorio Rossi per l'"Iliade" diretta da Giancarlo Sbragia; sempre nel 1973 firma il primo lavoro, le scene di "Rancore" per la regia di Sergio Frenguelli. Dal 1974 - e per circa vent'anni - la sua attività si svolge prevalentemente nel teatro d'opera, in seguito all'incontro col regista Vittorio Patanè, in un sodalizio che durerà sino alla scomparsa di quest'ultimo nel 1992. Contemporaneamente, dal 1975 al 2008, si dedica all'insegnamento (liceo artistico). Il ritorno al teatro di prosa vede la recente collaborazione con il regista Silvano Piccardi per il quale ha realizzato le scene e i costumi degli spettacoli "Tutto questo ho visto sotto il cielo" e "Io ho visto il cielo in terra" (liberamente ispirati alla "Navigatio Sancti Brendani") e le scene per "Sorelle per sempre", oltre ad "Enigma - niente significa mai una cosa sola" di Stefano Massini con Ottavia Piccolo.

## Prosa
Nel 1973, ancora studente  all'Accademia di Brera, collabora con Domenico Purificato per La sentenza e Manzoni chi era costui? (regia di Mario Maranzana), e firma le scene di Rancore di Diego Fabbri, per la regia di Sergio Frenguelli, con protagonisti Germana Paolieri e Gianni Cajafa. Si dedica poi all'opera lirica pur con  qualche incursione nella prosa (nel 1978 progetta la scenografia di Imrama per la regia di Luigi Castejon, nel 1985 firma i costumi di L'orso, La domanda di matrimonio, e Le nozze di A. Čhecov per il regista Aldo Masella e nel 1992 lavora ad Infedele di Bracco, regia di Nazareno Marinoni). Negli ultimi anni il ritorno al teatro di prosa.
Fra i titoli recenti:
- Tutto questo ho visto sotto il cielo, 2009, Festival DeSidera, regia di Silvano Piccardi, con Antonio Guidi, Maurizio Tabani, Alessandro Nicosia
- Io ho visto il cielo in terra, 2013, Milano, di e con Silvano Piccardi
- Frankenstein, di Mary Shelley, 2013, Milano, adattamento e regia di Federico Zanandrea
- Sorelle per sempre, tratto da Che fine ha fatto Baby Jane?, 2015, Milano, regia di Silvano Piccardi, con Monica Faggiani e Paola Giacometti
- Enigma - niente significa mai una cosa sola, 2015, di Stefano Massini, regia di Silvano Piccardi, con Ottavia Piccolo e Silvano Piccardi
- Lungs, 2019, di Duncan MacMillan, regia di Federico Zanandrea, con Federico Zanandrea e Francesca Fioretti

## Lirica
L'attività in ambito operistico comprende un repertorio di titoli che spazia dal Barocco al Novecento - da "Orfeo ed Euridice" di Gluck, "Rodelinda" di Haendel  e la donizettiana "Lucia di Lammermoor" a "Le donne curiose" di Wolf-Ferrari e "Mavra" di Stravinskij (Teheran, 1976), oltre ai principali titoli mozartiani.
In ambito italiano esordisce nella lirica a Genova nel 1976 con le scene per "Confessione" di S. Fuga, regia di V. Patanè. Seguono, negli anni '80, alcune produzioni del Teatro Lirico di Cagliari: "Wozzeck", "Tosca", "Rodelinda", "Orfeo ed Euridice", "Le nozze di Figaro"; nel febbraio-marzo 1988 viene ripreso al Teatro Filarmonico di Verona l'allestimento de "L'Italiana in Algeri" di produzione dell'olandese "Opera Forum" Enschede (con Sesto Bruscantini, direttore Carlo Rizzi).
Più articolata la produzione In ambito extra-italiano che vede Piantanida progettare scene e costumi per enti lirici internazionali fra i quali il "Gran Teatre del Liceu" di Barcellona, la "Fundacion Teresa Carreño" di Caracas, l'Opera Forum di Enschede, i festival di Peralada e Santander, il Cuvilliés Theater di Monaco di Baviera, i teatri di Amsterdam e Ludwigshafen.  
Alcuni fra i titoli:
- ''L'Africana"" di G. Meyerbeer, 1981, Teatro Municipal de Caracas, stagione di celebrazione del centenario della fondazione del teatro, prod. Fundacion Teresa Carreño (interpreti: Adelaide Negri, Mietta Sighele, Veriano Luchetti, Antonio Salvadori, direttore Giuseppe Morelli)
- "L'italiana in Algeri" di W.A. Mozart, 1985, Produzione Opera Forum, Enschede, Amsterdam, Verona
- "Lucio Silla" di W.A. Mozart, 1987, Gran Teatre del Liceu di Barcelona (interpreti Jenny Drivala, Maria Gallego; Ezio di Cesare Raquel Pierotti, Wendy Hillhouse, direttore Julius Rudel)
- "Lucia di Lammermoor" di G. Donizetti, 1987, Gran Teatre del Liceu di Barcelona (stagione 1986-'87 e 1988-'89), con Edita Gruberova e Joan Sutherland [2]
- "La clemenza di Tito'' di W.A. Mozart, 1988, Gran Teatre del Liceu di Barcelona, produzione Opera Forum Enschede (interpreti Werner Hollweg, Carol Vaness/Magdalena Hajssyova, Sonia Ghazarian, Trudeliese Schmidt, Marilyn Schmiege, Erich Knodt, direttore Uwe Mund)
- "Il barbiere di Siviglia" di G. Paisiello, 1988, Festival di Peralada (con Eduard Giménez, Maria Gallego, Carlos Chausson, Enric Serra, direttore Xavier Güell)
- "Il barbiere di Siviglia" di G. Rossini, 1992, Festival di Santander e Peralada (con Alessandro Corbelli, Sonia Ganassi, Aldo Bertolo, Enric Serra, direttore Riccardo Capasso, regia Paolo Castagna)